# João Paulo de Silva
João Paulo de Leiria e Silva (Luanda, 13 de novembro de 1964), é um atirador desportivo angolano que representou Angola nos jogos olímpicos de verão Rio 2016.   João tornou-se o primeiro tiroteiro angolano ao participar nos  Jogos Olímpicos de Verão de 2000, atrás de Paulo Morais que também representou o território em 1996.  Concorreu nos Jogos Olímpicos Rio 2016, sendo o elenco principal da Man Trap através de uma Comissão Tripartidária. Fechou uma pontuação mínima de 99 ponto e com uma totalidade de 125 na fase de classificação, inserido na última fase com 41 tiros, sendo um dos membros mais antigo da equipe